# Onnibus
Onnibus Oy est une société finlandaise de transport de longue distance par bus.

## Présentation
La société a été fondée en 2011 et a commencé ses activités en 2012.
Le concept est de développer une offre de transport par bus à faible coût pour le voyageur dans le cadre de la libéralisation des transports en commun en Finlande.
En octobre 2018, Koiviston Auto achète Onnibus.

## Trajets
Son siège est à Tampere, ses nœuds de transports principaux sont le centre de Kamppi et la gare de Jyväskylä.
Les trajets assurés au (16.7.2013) étaient:
- Helsinki - Turku - Aéroport de Turku - Raisio
- Helsinki - Tampere
- Helsinki - Pori
- Helsinki - Rauma
- Helsinki - Forssa
- Helsinki - Jyväskylä
- Tampere - Pori
- Tampere - Turku
- Tampere - Jyväskylä
- Oulu - Jyväskylä
- Turku - Jyväskylä
- Turku - Helsinki - Kuopio